# 知风草
知风草（学名：Eragrostis ferruginea）为禾本科画眉草属的植物。

## 形态
多年生簇生草本。叶片狭长而扁平；八九月开紫色或暗绿色花，圆锥花序，长圆形或塔形，叶鞘脉上、花序分枝和小穗柄中部均具腺点。

## 分布
分布于朝鲜、日本、东南亚以及中国大陆的南北各地等。生长于海拔100米至3,200米的地区，荒生野地，适应性强。

## 异名
- Eragrostis ferruginea (Thunb.) Beauv. var. yunnanensis Keng